# Ematurga krassnojarscensis
Ematurga krassnojarscensis là một loài bướm đêm trong họ Geometridae.